# Arek Religa
Arek Religa (ur. 1965 w Kamiennej Górze) – polski muzyk, gitarzysta, kompozytor.
Muzyczną przygodę rozpoczął w zespołach Kant i Guliwer, z którym zagrał w roku 1983 na dużej scenie w Festiwalu Jarocin 1983. W latach 90. współpracował m.in. z Wojciechem Jasińskim nagrywając album Krzyżtopór oraz zagrał gościnie w utworze „Objawienie – Wulkan” na kolejnym albumie Jasińskiego Apokalipsa. Następnie zaprzestał występów i skupił się na doskonaleniu technik gitarowych, w szczególności „tappingu oburęcznego”, stając jednym z niewielu gitarzystów w Polsce i na świecie grających tą techniką. Równocześnie gromadził materiały do wydania szkółki dla adeptów gitary – część z nich ukazała się w magazynie Gitara i Bas Janusza Popławskiego, najbardziej popularnym w owych czasach czasopiśmie dla muzyków. W roku 1999 wrócił na scenę, biorąc udział w trasie koncertowej Roberta Jansona, promującej jego solową płytę Nowy świat.
W 2000 wyjechał do USA, by w 2006 roku opublikować w sieci pierwsze solowe nagrania. W kwietniu 2007 wygrał konkurs Texas Music Project (Guitar Solo Contest) w kategorii „Electric Guitar”. W październiku 2007 roku ukazała się, nagrana we własnym studio, solowa płyta zatytułowana In Memory of the Greatests. W 2008 zespół Religi, w jednym z najbardziej znanych konkursów Emergenza Music Festival, koncertując w legendarnych klubach muzycznych w Chicago (m.in. Double Door, Metro), doszedł do finału. Wziął również udział w Chicago MOBfest, występując w klubie Kinetic Playground. W połowie roku Religa otrzymał nominacje do nagrody LAMA (Los Angeles Music Awards) w kategorii „Best Instrumental Album of 2008” oraz do nagrody ISSA (Independent Songwriter-Singer Associacion) w kategorii „Songwriting/Instrumental”. Niedługo później został nominowany w trzech kategoriach („New Age/Ambient”, „Instrumental”, „World”) do nagrody Hollywood Music Awards.
20 listopada 2008 w legendarnym Kodak Theatre w Hollywood, w Kalifornii odebrał nagrodę akademii Hollywood Music Awards w kategorii „Best New Age Artists”. W grudniu 2008 został nominowany do nagrody Wietrznego Radia z Chicago „Polonus 2008” w kategorii Artysta Roku.
W 2011 zajął trzecie miejsce w jednym z najbardziej prestiżowych gitarowych konkursów na świecie – Guitar Superstar organizowanym przez renomowane pismo muzyczne Guitar Player

## Dyskografia
- In Memory of the Greatests (2008)[6]